# Bundesstraße 24
Die Bundesstraße 24 (Abkürzung: B 24) war eine deutsche Bundesstraße in Bayern. 1991 wurde sie mit der B 23 zusammengelegt. Sie verlief von Garmisch-Partenkirchen bis zur österreichischen Grenze bei Griesen.

## Geschichte

### Frühere Strecken und Bezeichnungen
Die Bundesstraße 24 ging 1949 aus der seit 1934 existierenden Reichsstraße 24 (R 24) hervor. Die R 24 begann an der Kreuzung mit der R 2 in Garmisch-Partenkirchen und führte an die Reichsgrenze bei Griesen.
Nach dem Anschluss Österreichs 1938 wurde die R 24 über Lermoos (R 309), Fernpassstraße, Nassereith (R 309), Imst (R 31), Landeck (R 31), Pfunds und Nauders an die italienische Grenze bei Reschen am See (Reschenpass) verlängert. Eine weitere Verlängerung erfolgte 1943 bis nach Mals.
In Pfunds-Kajetansbrücke zweigte die R 24a  ab und führte an die schweizerische Grenze bei Vinadi an die Hauptstrasse 27. Bei Nauders zweigte die R 24b ebenfalls Richtung Schweizer Grenze bei Martina ab.

### Ersetzungen
Im Jahre 1991 wurde die Strecke von der Einmündung der B 23 bis zur österreichischen Grenze durch die Bundesstraße 23 ersetzt. Der verbliebene Rest im Garmisch-Partenkirchener Gemeindegebiet wurde umgewidmet.